# Rosellinia capetribulensis
Rosellinia capetribulensis är en svampart som beskrevs av J. Bahl, Jeewon & K.D. Hyde 2006. Rosellinia capetribulensis ingår i släktet Rosellinia och familjen kolkärnsvampar.   Inga underarter finns listade i Catalogue of Life.